# Xavier Díaz-Latorre
Xavier Díaz-Latorre (Barcelona, 1968), és intèrpret i especialista en instruments històrics de corda polsada, entre ells la guitarra i el llaüt.
Va cursar els estudis superiors de guitarra amb Oscar Ghiglia al Musikhochschule, Basel, graduant-se el 1993. Més tard l'interès per la música antiga el va portar a estudiar llaüt amb Hopkinson Smith a la Schola Cantorum Basiliensis. Ha realitzat diversos cursos de direcció coral i orquestral i ha rebut diversos premis internacionals d'interpretació tant a França com a Espanya.
Des de 1995 ha estat activament implicat en el món de l'òpera barroca, havent participat en produccions importants com Semele (Handel) a la Berlin State Opera amb l'Akademie für Alte Musik Berlin, dirigida per René Jacobs; L'Orfeo (Monteverdi) al Goldoni Theatre (Florència), al Théâtre de la Monnaie (Brussel·les), Covent Garden (Londres), el Gran Théâtre de Provence (Aix-en-Provence), el Théâtre des Champs-Élysées, Paris, i el BAM, Nova York, un altre cop sota René Jacobs però amb Concert Vocale; L'Orfeo un altre cop, però amb Le Concert des Nacions i Jordi Savall al Teatro Real (Madrid) i el Liceu (Barcelona); Solimano (Johann Adolph Hasse) a les òperes estatals de Berlín i Dresden amb el Concert Köln i René Jacobs; La Serva Padrona (Pergolesi) al Philharmonie (Berlín), entre moltes altres.
Té el seu propi conjunt vocal i instrumental, Laberintos Ingeniosos, especialitzat en la interpretació de la música del segle d'or espanyol. 